# Calepina irregularis
Calepina és un gènere de plantes amb flors dins la família brassicàcia. Aquest gènere consta d'una única espècie Calepina irregularis. L'espècie prolifera a la conca del Mediterrani i Europa central (Mediterrani i submediterrani), i es troba també als Països Catalans com a planta autòctona.
La calepina és una herba anual glabra erecta i més o menys ramificada, fa de 15 a 50 cm d'alçada i les seves fulles basals són en roseta, les de la tija més petites. Floreix d'abril a juny, els seus pètals són blancs i el fruit és una síliqua d'una sola llavor el·lipsoidal. Habita en pradells de plantes anuals, principalment en l'estatge montà. Als Països catalans es troba a Catalunya i al País Valencià (Vall d'Aran, Pallars Sobirà i Jussà, Alt Urgell, la Fenolleda i el Racó d'Ademús) entre 500 i 1525 msnm.